# Dichostates pygmaeus
Dichostates pygmaeus là một loài bọ cánh cứng trong họ Cerambycidae.